# Mala Račna
Mala Račna este o localitate din comuna Grosuplje, Slovenia, cu o populație de 164 de locuitori.